# Balingen
Balingen és una ciutat d'Alemanya, a l'estat de Baden-Württemberg. Està enclavada al cor de la Jura de Suàbia, al sud-oest d'Alemanya. És la capital del Districte de Zollernnalb, comarca que comparteix amb la ciutat d'Ebingen-Albstadt. Té 33.000 habitants.

## Història
Va ser per primera vegada esmentada en un text l'any 863. En els seus inicis el llogaret va pertànyer al senyor de Haigerloch que, el 1162, l'hi va traspassar al Comte de Hohenberg. Al segle xiii va rebre la carta de ciutat per part del comte Friedrich der Erlauchte. Per aquest motiu la ciutat va ser en gran part reconstruïda a la riba esquerra del riu Eyach. D'aquesta època daten els seus dos monuments més antics, la Stadtkirche o Església de la ciutat avui coneguda com a Església Protestant i la Friedhofkirche o Església del Cementiri, construïdes ambdues en estil gòtic. A principis del segle xv, el 1403, la ciutat va ser venuda al regne de Wurtemberg i va néixer la comarca homònima. Fins al segle xviii el majordom del rei de Wurtemberg va fixar la seva residència a la ciutat, en un petit castell, part del qual encara es conserva al costat del riu. La unificació alemanya del 1870 i la consegüent reordenació territorial no van afectar Balingen exceptuant la desaparició de l'antiga corona de Wurtemberg. Després de la Segona Guerra Mundial es va crear de nova planta l'Estat de Baden-Württemberg en el qual Balingen va passar a ser capital del Kreis o comarca del mateix nom. El 1973, i a causa de l'auge de la veïna Ebingen-Albstadt, es va conformar l'actual Zollernalbkreis del qual Balingen segueix sent capital.

## La ciutat
En l'actualitat Balingen és una pròspera ciutat de petita grandària però amb una indústria local molt potent. Marques com Bizerba, multinacional que fabrica balances i màquines de tall, o Ideal, líder mundial en material d'oficina són bon exemple de la seva puixança industrial. La ciutat ha crescut ocupant les dues ribes del riu Eyach estenent-se pels pujols que formen la seva vall fins a arribar a antics llogarets com Frommern, Hesselwangen, Rosswangen o Engslatt. Les comunicacions són excel·lents. Està unida per l'autopista A-81 amb Stuttgart i amb la B-27 amb Tubinga i Rottweil. A més, compta amb estació de ferrocarril atesa per la Deutsche Bahn i la regional Hohenzollerische Landesbahn. El carrer principal (Friedrichstrasse) és zona per a vianants des dels anys noranta i està poblada per innombrables comerços, bancs i restaurants.

## Patrimoni històric
Balingen va patir un sever incendi el 1809 que va obligar a reconstruir tot el nucli urbà. De les flames es van lliurar l'església protestant, el castell i alguns edificis aïllats de la ribera del riu. La planta de la ciutat antiga es va dissenyar d'acord amb les últimes tendències urbanístiques de principis del segle xix i és en forma d'escaquer. Dels edificis que van quedar després del foc destaca per mèrits propis l'església protestant. Després de diversos segles de construcció va ser acabada el 1541, data en què es va rematar la torre. Compta amb un característic carilló musical i un original rellotge de sol aml'absis. El castell és també ressenyable. Va ser residència del majordom del rei fins al 1752, data en què va ser venut a l'ajuntament de la ciutat. Al llarg dels dos segles següents es va anar deteriorant fins que les autoritats van ordenar el seu enderrocament el 1935. De l'antiga fortalesa avui només queda l'anomenada Torre de l'Aigua, que assenta els seus fonaments sobre la riba de l'Eyach, i un edifici annex que avui acull el Museu de Balances de Balingen. Al costat del museu es troba el Zehntscheuer o Casa del delme, un casal d'estil suabenc que antigament havia estat el lloc on els pagesos de la comarca acudien a deixar el delme de l'Església, avui alberga el Heimat Museum, un agradable lloc on es guarden objectes tradicionals de la ciutat abans de la industrialització.

## Religió
En origen Balingen pertanyia a la diòcesi de Constança. Amb l'arribada de la Reforma luterana, i atès que es trobava en el Ducat de Wurtemberg, el 1534 la ciutat va passar a ser protestant. La primera església de Balingen és l'actual església del cementiri (Friedhofskirche), esmentada per primera vegada el 1255. Posteriorment, al centre de la vila, es va edificar una església de grans dimensions en estil gòtic. Aquesta església, consagrada el 1516 va ser primer de confessió catòlica i posteriorment, després de la Reforma, protestant. Als voltants totes les pedanies també es van unir a la Reforma a excepció de la de Rosswangen, que es va mantenir fidel al catolicisme romà. Al segle xix els catòlics van tornar a residir a la ciutat pel que es va fer necessari construir un temple que els pogués atendre. El 1899 es va aixecar l'església de l'Esperit Sant, de confessió catòlica al final de la Friedrichstrasse, el carrer principal de la ciutat. Al costat d'aquesta van ser construïdes esglésies catòliques en altres llocs del districte com Frommern (1965) o Engslatt (1966), mentre que l'antiga església de Rosswangen es reconstruïa en estil bavarès. Actualment totes les esglésies de Balingen pertanyen a la diòcesi de Rottemburg-Stuttgart.

## Galeria d'imatges

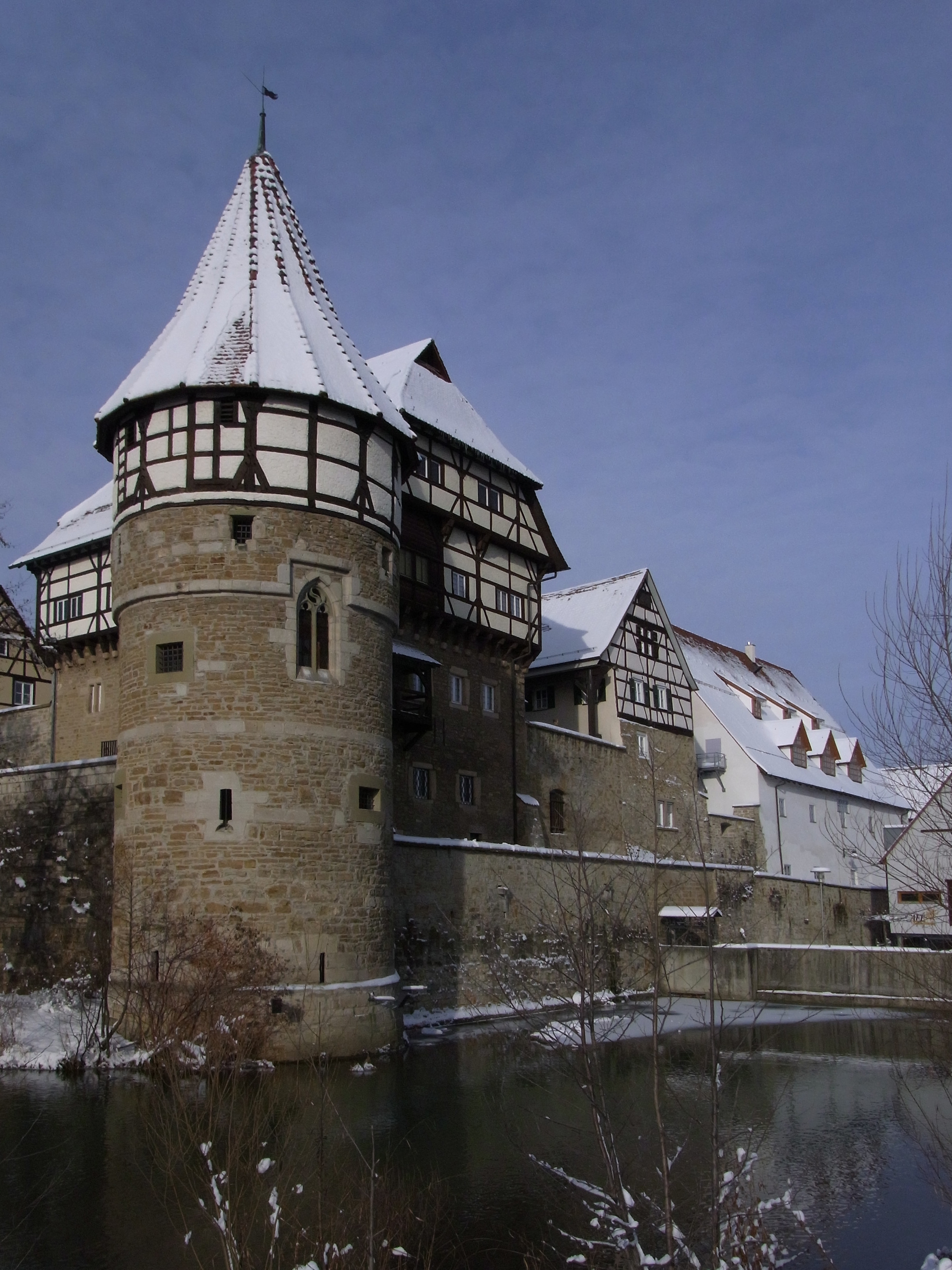
Zollernschloss
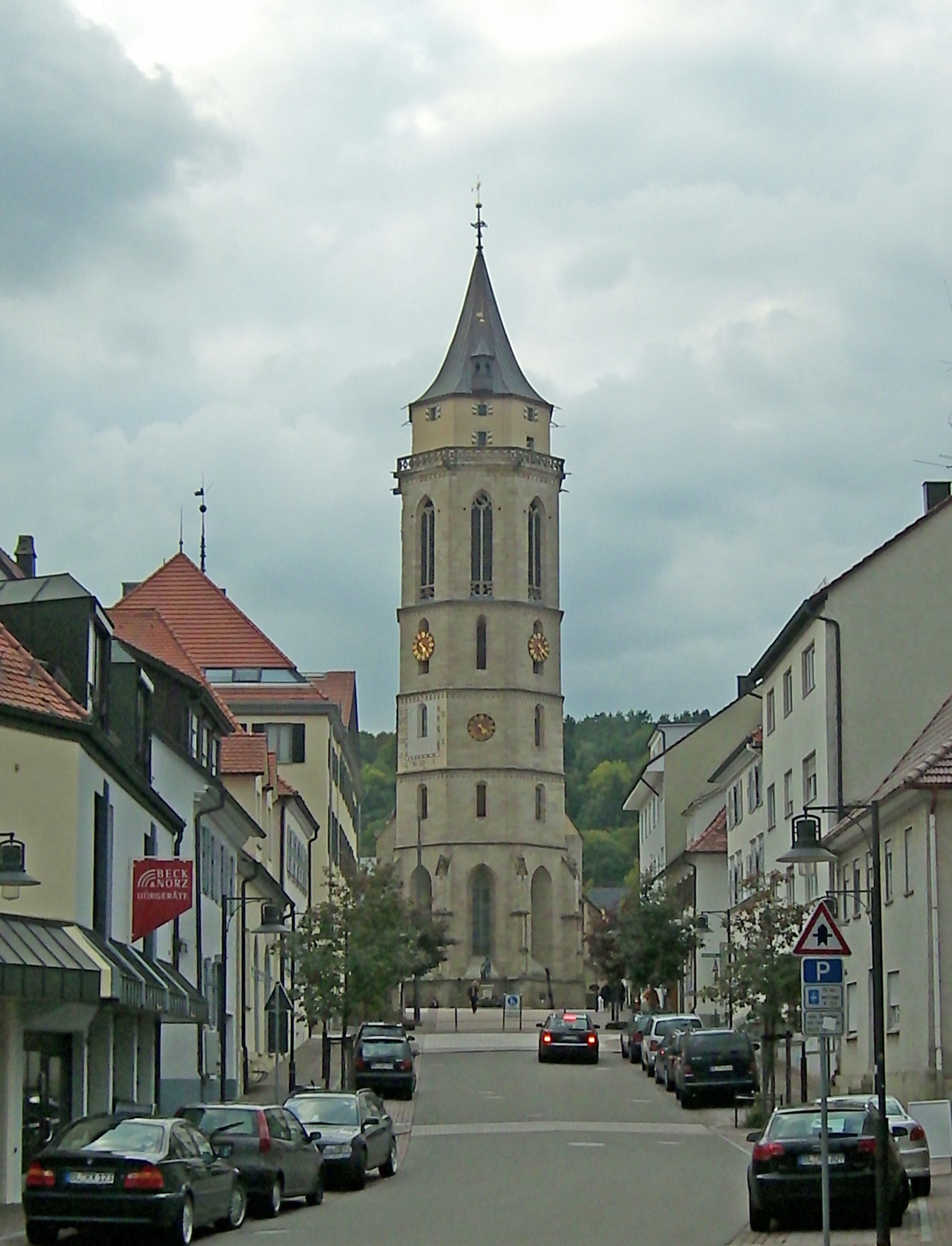
Torre de l'església protestant
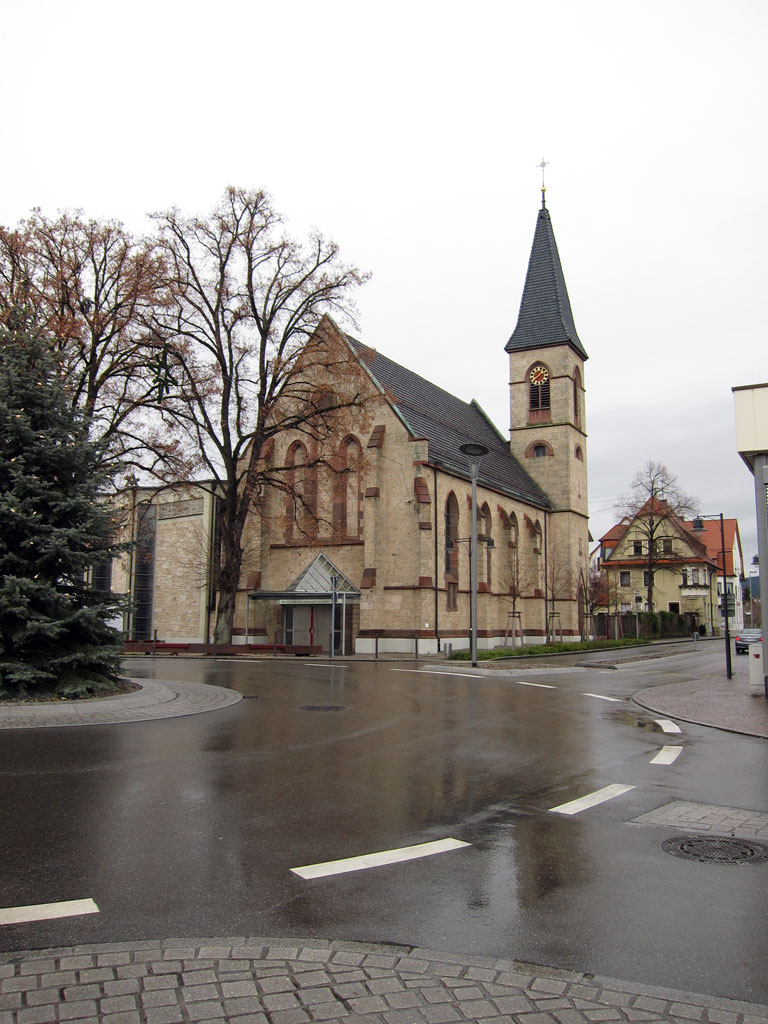
Església catòlica
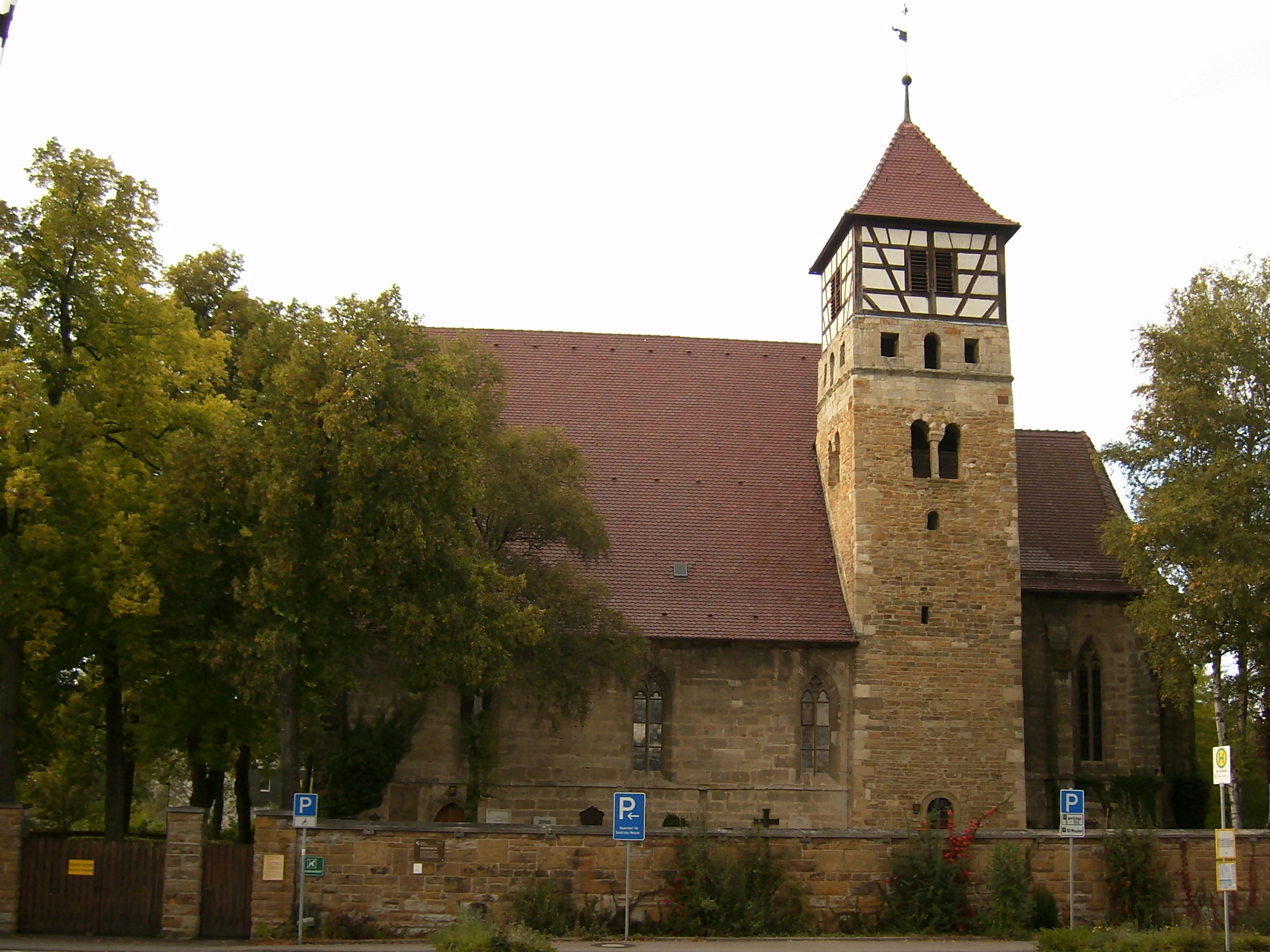
Església del cementiri
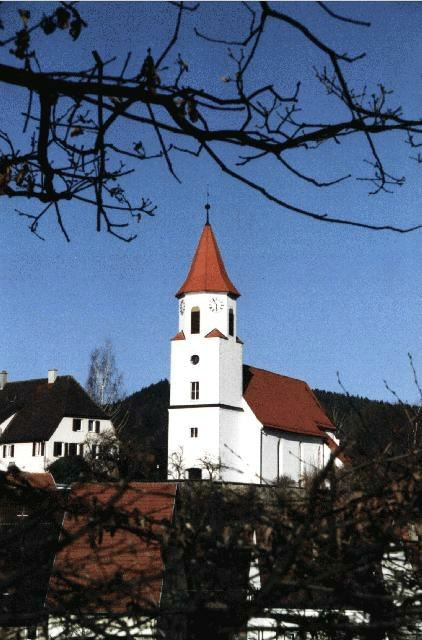
Pedania de Frommern
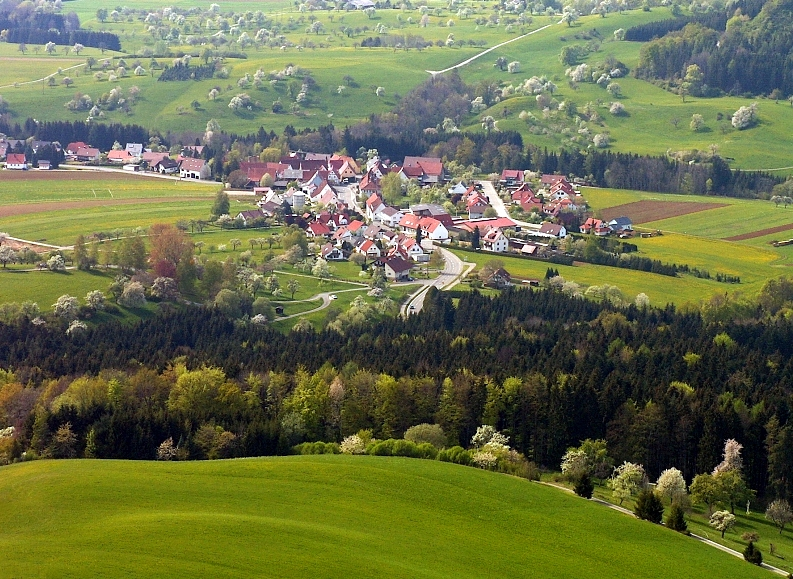
Stockenhausen
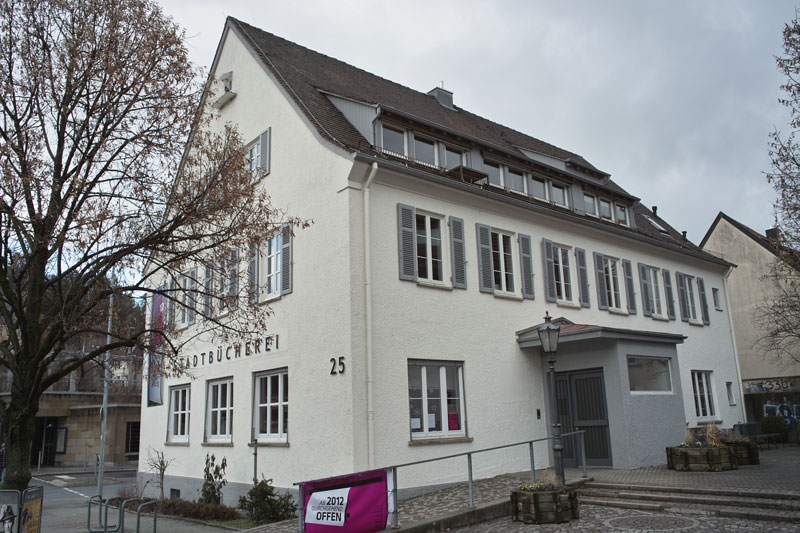
Biblioteca municipal
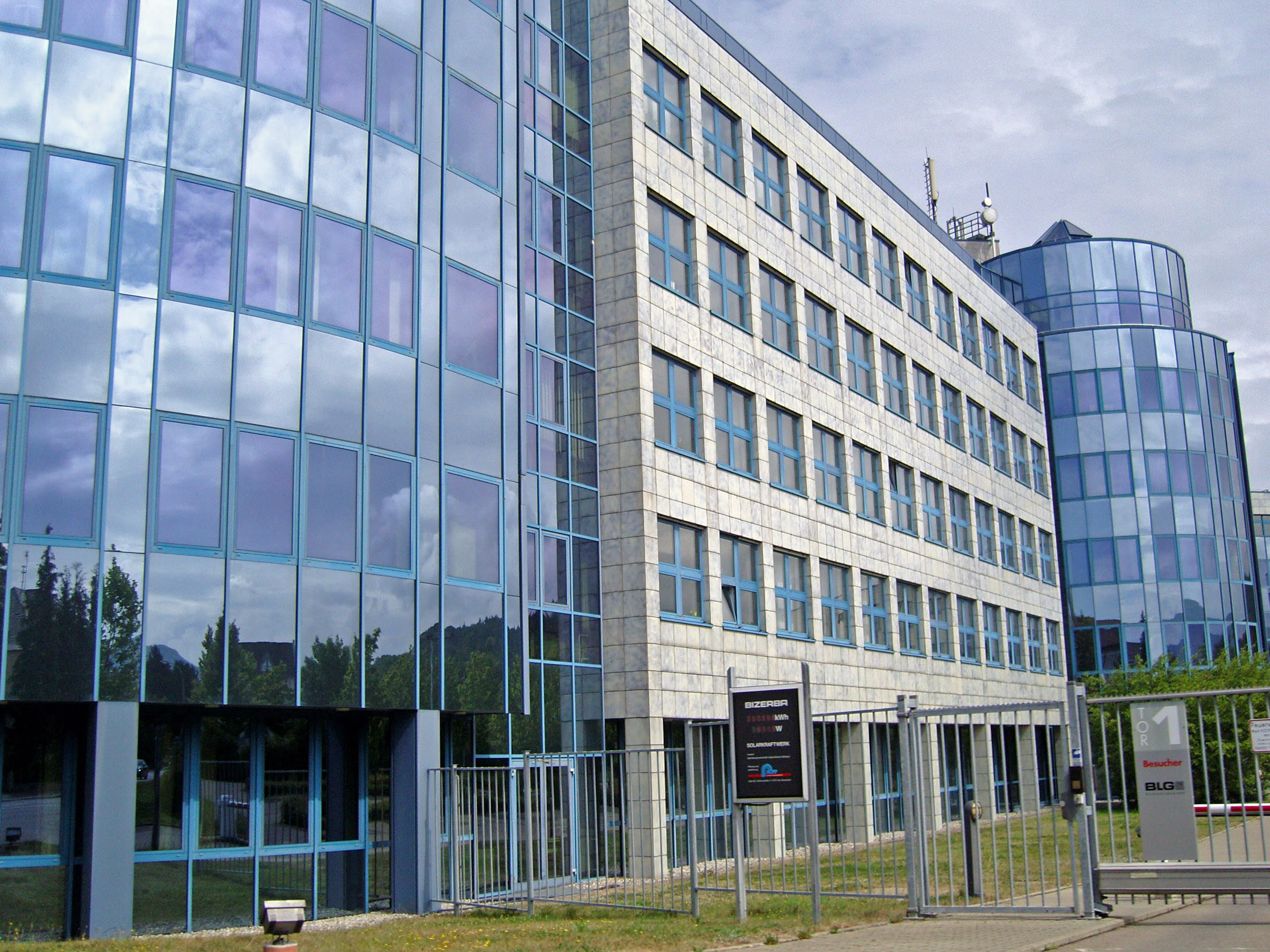
Seu corporativa de Bizerba